# 147 aC
El 147 aC  va ser un any del calendari romà prejulià. Durant la República i l'Imperi Romà es coneixia com l'Any del Consolat d'Emilià i Drus o també any 607 Ab urbe condita o de la fundació de la ciutat). L'ús del nom «147 aC» per referir-se a aquest any es remunta a l'alta edat mitjana, quan el sistema Anno Domini va ser el mètode de numeració dels anys més comú a Europa.

## Esdeveniments

### Imperi Selèucida
- Demetri II Nicàtor es revolta contra Alexandre I Balas, rei selèucida. El seu lloctinent, Apol·loni, desembarca amb alguns partidaris a Fenícia i recluta partidaris tant a Fenícia com a Palestina. Jonatan Macabeu, aliat d'Alexandre Balas, l'ataca a Jafa i Apol·loni ha de fugir cap a Jamnia perseguit per Jonatan, que el derrota altra vegada a Ashod. Jonatan entra a Ascaló sense lluita. Mentrestant Demetri desembarca amb mercenaris cretencs a la costa prop d'Antioquia. Ptolemeu VI Filomètor, amb el pretext d'ajudar a Alexandre, envaeix Celesíria i se l'annexiona.[2]

### Antiga Grècia
- Critolau de Megalòpolis, estrateg de la Lliga Aquea, es revolta contra els romans, que volien imposar la sortida de la Lliga d'Esparta, Corint i Argos, entre altres ciutats.[3]

### República Romana
- Aquest any són elegits cònsols Publi Corneli Escipió Africà Emilià i Gai Livi Drus.[4]
- Escipió Africà és candidat a edil, però per les seves aptituds militars, l'escolleixen cònsol només amb 37 anys, sense tenir encara l'edat legal i sense haver estat abans pretor. El Senat li assigna la província d'Àfrica, on l'acompanya el seu amic Polibi.
- S'aprova una llei anomenada Licinia Cassia a proposta d'un tribú de la plebs de nom desconegut que encarrega a Escipió Africà la direcció de la Tercera Guerra Púnica.[5]

### Hispània
- En el marc de la Guerra lusitana, Viriat, quan els cabdills lusitans es decantaven per un possible pacte amb els romans després d'un enfrontament on havien provocat un gran nombre de baixes a l'exèrcit romà dirigit per Gai Vetili, els recorda l'engany que havien patit per part de Servi Sulpici Galba i els proposa de fer la guerra contra els romans. Viriat prepara un atac contra Vetili, i com que els romans estan més ben armats, el cabdill lusità organitza guerrilles i els para enginyoses emboscades. Aconsegueixen derrotar Vetili i nombrosos pobles lusitans s'uneixen a Viriat.[6]

### Cartago
- Escipió Africà venç els cartaginesos a la Segona batalla de Neferis, pas previ per la conquesta definitiva de la ciutat de Cartago, que tindria lloc l'any següent (146 aC) amb la batalla de Cartago. Hasdrúbal el Boetarc estableix el seu camp prop del del general romà, però no pot impedir que una nit els romans ataquin per sorpresa el barri de Mègara. Hasdrúbal, en revenja, mata tots els presoners romans, després de mutilar-los de la manera més horrible, i els exposa a les muralles de la ciutat. Molts senadors i persones de prestigi que se li oposen moren executats i es comporta com un tirà amb poder absolut. Quan Escipió completa el setge i els habitants de Neferis comencen a patir gana, Hasdrúbal reserva els subministraments pels seus soldats.[7]